# Zvezda Zvenigorod
Zvezda Zvenigorod (ryska: Звезда Звенигород) är en damhandbollsklubb från Zvenigorod i Moskva oblast i Ryssland, bildad 2002. Klubben vann EHF-cupen 2007 och EHF Champions League 2008. 
2011 tränades klubben av den ryske landslagstränaren Trefilov. Sommaren 2011 ersattes han som huvudtränare av Zdravko Zovko.som två gånger vunnit EHF Champions League. Efter de inledande framgångarna har inte klubben haft så stora framgångar utan gått tillbaka nationellt och internationellt. Man hhar bara vunnit en rysk ligatitel 2007  och det är nu snart 10 år sedan man tog medalj i ryska superligan.

## Spelare i urval
- Jelena Dmitrijeva (2007–2013)
- Anna Filippova (2006-2008)
- Polina Kuznetsova (2007–2014)
- Alexandra Lacrabère (2012–2013)
- Anastasia Lobach (2012–2014)
- Jelena Poljonova (2005–2010)
- Ljudmila Postnova (2010–2014)
- Oksana Romenskaja (2006–2008)
- Inna Suslina (2008–2010)
- Irina Poltoratskaja (2006-2010)
- Natalja Sjipilova (2006-2008)
- Jekaterina Andrjusjina (2006-2010?)
- Jekaterina Vetkova (2007-2011)

- Anna Karejeva (2006-2008)